# Нейково (Смоленская область)
Нейково — деревня в Краснинском районе Смоленской области России.
Входит (с 2017 года) в Малеевское сельское поселение.

## География
Расположена в западной части области, в 8 км восточнее границы с Белоруссией, в 11 км к западу от районного центра, пгт. Красного, на берегах реки Лупа.
Улица одна — Солнечная.

## История
Входила в состав Нейковского сельского поселения с 1 декабря 2004 года до упразднения поселения 4 июня 2017 года, с включением всех входивших в его состав населённых пунктов в Малеевское сельское поселение.

## Население
| 2010 |
| ---- |
| 25   |

## Инфраструктура
Личное подсобное хозяйство (на 1 июня 2021 года).

## Транспорт
Просёлочные дороги.